# Chronik der Regierungskrise in der Elfenbeinküste im Januar 2011
Die Chronik der Regierungskrise in der Elfenbeinküste im Januar 2011 erfasst die Ereignisse im Zusammenhang  mit der Regierungskrise in der Elfenbeinküste 2010/2011.
Die Chronologie ist nach Jahren und Monaten geordnet. Ereignisse, die über einen längeren Zeitraum wirken, sind am frühestmöglichen Datum einsortiert.
| Datum                           | Ereignis                  | Ort                   | Beschreibung | Anmerkung, Quellen   |
| ------------------------------- | ------------------------- | --------------------- | --- | -------------------- |
| 1. Januar                       | Vorwürfe                  |                       | Laurent Gbagbo warf den Soldaten der Opération des Nations Unies en Côte d’Ivoire (ONUCI) vor, bei dem Angriff auf den UNO-Konvoi am 28. bzw. 29. Dezember auf Zivilisten geschossen zu haben. | [ 1 ]                |
| 1. Januar                       | Ultimatum                 |                       | Gbagbo ließ ein Ultimatum Alassane Ouattaras verstreichen, nach dem er bis zum Neujahrstag zurücktreten hätte sollen. Er bezeichnete den Druck auf ihn als „versuchter Staatsstreich unter dem Banner der internationalen Gemeinschaft“ | [ 1 ]                |
| 1. Januar                       | Internationale Reaktionen |                       | Ban Ki Moon bekräftigte in einem Telephongespräch mit Ouattara die Unterstützung der UNO für ihn. | [ 1 ]                |
| 2. Januar                       | Hotel du Golf             | Abidjan               | Charles Blé Goudé sagte die Erstürmung des Hotel du Golf ab, um den Verhandlungen mit Afrikanischer Union (AU) und der Westafrikanischen Wirtschaftsgemeinschaft (ECOWAS) eine Chance zu geben. | [ 2 ]                |
| 3. Januar                       | Diplomatie                |                       | Verhandlungen mit einer Delegation westafrikanischer Staatschefs waren geplant. Die von der AU entsandten Diplomaten konnten keine Fortschritte erzielen. Laut Ouattara sollte es keine weiteren Verhandlungen geben. | [ 3 ] [ 4 ]          |
| 3. Januar                       | Kämpfe                    | Duékoué               | Es kam zu schweren Kämpfen zwischen verfeindeten Milizen. Dabei gab es mindestens vier Tote. | [ 5 ]                |
| Nacht vom 3. auf den 4. Januar  | Diplomatie                |                       | Die Staatschefs von Benin, Sierra Leone und Kap Verde verließen die Elfenbeinküste. | [ 6 ]                |
| 4. Januar 5:00 Uhr              | Angriff                   |                       | Gbagbo treue Soldaten griffen das Hauptquartier des Ouattara unterstützenden Parteienbündnisses Rassemblement des Houphouëtistes pour la Démocratie et la Paix (RHDP) an. Dabei wurden etwa 20 Anhänger von Ouattara festgenommen. | [ 7 ] [ 8 ]          |
| 4. Januar                       | Angriff                   |                       | Sicherheitskräfte von Gbagbo stürmten die Zentrale der zu Ouattaras Wahlbündnis gehörenden ehemaligen Einheitspartei Parti Démocratique de Côte d’Ivoire (PDCI), wobei ein Mensch starb. | [ 5 ]                |
| 4. Januar                       | Hotel du Golf             | Abidjan               | Mitglieder der Verhandlungsdelegation der AU und der ECOWAS meldeten, dass Gbagbo bereit sei ohne Vorbedingungen mit Ouattara direkt zu verhandeln und, dass er die Belagerung des Hotel du Golf aufheben werde. Goodluck Jonathan betonte, Gbagbo werde mit „legitimer Gewalt“ aus dem Amt vertrieben, wenn er nicht freiwillig bereit sei aufzugeben. | [ 2 ] [ 7 ] [ 9 ]    |
| 4. Januar                       | Intervention              | Frankreich            | Nicolas Sarkozy schloss eine militärische Intervention Frankreichs kategorisch aus. | [ 10 ]               |
| Woche vor dem 5. Januar         | Kämpfe                    |                       | Es wurden mehrmals UN-Konvois angegriffen. | [ 2 ]                |
| Morgen des 5. Januar            | Hotel du Golf             | Abidjan               | Das Hotel du Golf war immer noch abgeriegelt. Es war nun klar, dass Gbagbos Zusage vom Vortag nicht eingehalten wurde. | [ 11 ]               |
| 5. Januar                       | Intervention              |                       | Kenias Ministerpräsident Raila Odinga erklärte, dass sich die ECOWAS und die AU immer noch eine militärische Lösung als letztes Mittel vorbehalten. Odinga hatte sich als Sondervermittler der AU den Vermittlern der ECOWAS angeschlossen. | [ 2 ]                |
| 5. Januar                       | Diplomatie                |                       | Ouattara befürchtete, dass Gbagbo die Verhandlungen nur dafür benütze seine Milizen zu sammeln. Er lehnte einen Einsatz von Ecowas-Truppen ausdrücklich ab. | [ 2 ]                |
| 5. Januar                       | Flüchtlinge               | Liberia               | Der Hohe Flüchtlingskommissar der Vereinten Nationen (UNHCR) gab bekannt, dass schon 22.000 Menschen nach Liberia geflüchtet seien. Es handle sich vor allem um Frauen und Kinder aus dem Westen der Elfenbeinküste. Es seien sowohl Anhänger von Gbagbo als auch von Ouattara auf der Flucht die vor Repressionen der jeweiligen Gegenseite Angst hätten. Die Menschen hätten vor allem in der Region Nimba Aufnahme gefunden. In der Grenzstadt Sacleapea wurde ein erstes Flüchtlingslager eingerichtet.                         | [ 2 ] [ 12 ]         |
| 5. Januar                       | UNO                       |                       | Die Vereinten Nationen forderten Gbagbo auf, die Stimmungsmache gegen ihre Mitarbeiter einzustellen. | [ 11 ]               |
| 6. Januar                       | Diplomatie                |                       | Gbagbo entzieht den Botschaftern Kanadas und Großbritanniens die Akkreditierung als Antwort auf ähnliche Schritte beider Staaten Ende Dezember. | [ 13 ]               |
| 6. Januar                       | Sanktionen                |                       | Im Laufe des Tages gaben die Vereinigten Staaten bekannt, dass umfangreiche Sanktionen gegen Laurent Gbagbo erlassen wurden. So waren Geschäfte mit Gbagbo, seiner Frau Simone sowie seinen Vertrauten Désiré Asségnini Tagro, Pascal Affi N’Guessan und Alcide Djédjé verboten. Alle ihre Besitztümer wurden eingefroren. | [ 14 ] [ 13 ]        |
| 6. Januar                       | Kakao                     |                       | Die Kakao-Börse der Elfenbeinküste gab bekannt, dass die von Oktober bis März laufende Erntesaison noch nicht unter dem Konflikt gelitten habe. Mit 600.000 Tonnen Kakao wurden sogar gut 50 Prozent mehr geerntet als im Jahr zuvor. | [ 15 ]               |
| 6. Januar                       | Opfer                     |                       | Laut Simon Munzu, dem Verantwortlichen für Menschenrechte der ONUCI starben bisher mindestens 210 Menschen. | [ 16 ]               |
| 6. Januar                       | Kämpfe                    | Duékoué               | In der Region um Duékoué starben 14 Menschen bei Kämpfen zwischen zwei ethnischen Gruppen, die durch den Tod einer Frau bei einem Raubüberfall ausgelöst wurden. Laut der UNO und der Internationalen Rotkreuz- und Rothalbmond-Bewegung (IKRK) besteht aber kein direkter Zusammenhang mit der Regierungskrise. Trotzdem werden die Toten zu den 210 Opfern seit Beginn der Krise gezählt. | [ 17 ] [ 18 ]        |
| 7. Januar                       | Diplomatie                | Kanada/Großbritannien | Kanada und Großbritannien lehnten die Aufforderung Gbabgos zum Abzug ihrer Botschafter, mit der Begründung Gbagbos Regierung sei illegal und die Aufforderung somit unwirksam, ab. | [ 18 ]               |
| 3. bis 7. Januar                | Flüchtlinge               |                       | Das IKRK gab bekannt, dass in dem Zeitraum 10.000 Menschen die Flucht ergriffen hatten. Viele davon seien in der stark überfüllten katholischen Mission der Stadt Duékoué. | [ 18 ]               |
| 8. Januar                       | Diplomatie                | Abidjan               | Olusegun Obasanjo, der frühere nigerianische Präsident, traf ein, um Gbagbo zum Rücktritt zu bewegen. | [ 19 ]               |
| 10. Januar                      | Verhandlungen             |                       | Der von Ouattara ernannte UNO-Botschafter Youssoufou Bamba sagte, Ouattara erwäge die Bildung einer Koalitionsregierung. Voraussetzung sei allerdings, dass Gbagbo das Amt niederlege und auf alle Ansprüche verzichte. Ein Gbagbo-Sprecher wies den Vorschlag tags darauf als „Ablenkungsmanöver“ zurück. | [ 20 ]               |
| 10. Januar                      | Flüchtlinge               |                       | Das UNHCR berichtete, seit der Wahl seien rund 40.000 Menschen vor der Gewalt in Nachbarstaaten, in erster Linie Liberia, geflohen. | [ 20 ]               |
| 10. Januar                      | Kämpfe                    | Abidjan               | Mindestens vier Menschen wurden bei einem Polizeieinsatz getötet. UNO-Friedenstruppen wurden von einer Menschenmenge am Eingreifen gehindert und mussten fliehen. | [ 20 ]               |
| ab 11. Januar                   | Sanktionen                | Europa                | Fast die gesamte Regierung Aké N’Gbo war von Sanktionen der Europäischen Union betroffen. So durften deren Mitglieder nicht in die EU einreisen und ihre Gelder wurden eingefroren. | [ 21 ] [ 22 ]        |
| Abend des 11. Januar            | Kämpfe                    | Abidjan               | Drei ONUCI-Soldaten wurden bei einer Schießerei verletzt. | [ 23 ]               |
| 11. Januar                      | Kämpfe                    | Abobo/Abidjan         | Bei Zusammenstößen zwischen Anhängern von Ouattara und Sicherheitskräften kamen mindestens fünf Menschen ums Leben. Augenzeugen zufolge gingen die Sicherheitskräfte gegen Jugendliche vor, die Straßensperren errichteten. Truppen der ONUCI verließen daraufhin das Viertel. | [ 24 ]               |
| 12. Januar                      | Kämpfe                    | Abidjan               | Laut UN-Generalsekretär Ban Ki-moon griffen Angehörige der Forces de défense et de sécurité (FDS) ein ONUCI-Fahrzeug an und brannten es anschließend nieder. | [ 25 ]               |
| 13. Januar                      | Kämpfe                    | Riviera II/Abidjan    | Laut UN-Generalsekretär Ban Ki-moon, Gbagbo-treue reguläre und irreguläre Truppen sechs ONUCI-Fahrzeuge unter anderem in Abidjan, im Stadtteil Riviera II, an und zündeten sie anschließend an. Ein Arzt und ein Fahrer wurden dabei verletzt. | [ 23 ] [ 25 ]        |
| 13. Januar                      | Medien                    |                       | Ban Ki-moon beklagte zum wiederholten Mal den fortgesetzten Einsatz des staatlichen Senders Radiodiffusion-Télévision ivoirienne (RTI) mit dem Ziel die Gewalt gegen die UN-Mission zu schüren. | [ 25 ]               |
| 13. Januar                      | Internationale Reaktionen | Angola                | Der angolanische Präsident José Eduardo dos Santos schlug Neuwahlen vor. Zuvor hatte er die Vereinten Nationen kritisiert denen er die Irreführung der internationalen Gemeinschaft vorwarf. | [ 26 ]               |
| 14. Januar                      | Sanktionen                | Europa                | Die EU setzt Sanktionen gegen Philippe-Henry Dacoury-Tabley, den damaligen Direktor der Westafrikanischen Zentralbank (BCEAO) und persönlichen Freund von Gbagbo, in Kraft. | [ 27 ]               |
| 14. Januar                      | UNO                       |                       | Ban Ki-moon gab bekannt, die UNO habe konkrete geheimdienstliche Beweise, dass Gbagbo persönlich und seine nächste Umgebung zur Gewalt gegen ONUCI-Truppen aufriefen. | [ 28 ]               |
| Um den 15. Januar (14. Januar?) | Sanktionen                | Europa                | Die EU setzte Sanktionen gegen 88, mit Gbagbo verbundene, Politiker und elf Unternehmen der Elfenbeinküste in Kraft. | [ 29 ]               |
| 15. Januar                      | Opfer und Flüchtlinge     |                       | Laut dem UNHCR starben bisher etwa 250 Personen. 49 Menschen galten als verschwunden. 25.000 Ivorer flüchteten ins Ausland, vor allem nach Liberia und etwa 6.000 waren Binnenflüchtlinge. | [ 29 ]               |
| 17. Januar                      | Finanzen                  |                       | Philippe-Henry Dacoury-Tabley hat seit dem 23. Dezember 2010 circa 150 Millionen Euro, entgegen den Statuten der Westafrikanischen Zentralbank (BCEAO), an Gbagbo überwiesen. | [ 27 ]               |
| 17. Januar                      | Diplomatie                |                       | Der kenianische Ministerpräsident Raila Odinga besuchte Gbagbo im Präsidentenpalast, um ihn zum Rücktritt zu bewegen. Er begründete dies mit einer sonst drohenden Vertrauenskrise. Der Besuch dauerte zweieinhalb Stunden. Tags darauf war ein Gespräch mit Ouattara geplant. | [ 30 ] [ 31 ]        |
| 17. Januar                      | Opfer                     |                       | Bisher sollen 247 Menschen bei den Unruhen ums Leben gekommen sein. | [ 30 ]               |
| 19. Januar                      | Sanktionen                | Schweiz               | Der Schweizer Bundesrat beschloss, alle möglichen Vermögenswerte Gbagbos und seines Umfeldes in der Schweiz mit sofortiger Wirkung zu sperren. Diese Gelder sollten nicht über die Schweiz den rechtmäßigen Eigentümern entzogen werden können, begründete der Bundesrat die Entscheidung. Davon betroffen waren 85 natürliche Personen sowie elf juristische Personen, Organisationen und Einrichtungen. | [ 32 ] [ 33 ] [ 34 ] |
| 19. Januar                      | Sicherheitsrat            | New York              | Der UN-Sicherheitsrat beschloss in der Resolution 1967 die Aufstockung der ONUCI um 2.000 auf insgesamt 12.000 Mann. |                      |
| 19. Januar                      | Diplomatie                | Kenia                 | Der kenianische Regierungschef Raila Odinga erklärte seinen Vermittlungsversuch als gescheitert. | [ 35 ]               |
| 19. Januar                      | Intervention              |                       | Ouattara bezeichnete eine Militärintervention der ECOWAS als „bereits geplant und organisiert“. | [ 36 ]               |
| Woche vor dem 20. Januar        | Kämpfe                    |                       | Sechs UNO-Fahrzeuge wurden von Menschenmengen und ivorischen Sicherheitskräften angegriffen. | [ 37 ]               |
| 20. Januar                      | Intervention              | Bamako                | Ein Treffen der Stabschefs der ECOWAS-Truppen fand statt, in dem es um die Planung einer eventuellen Intervention ging. Im Anschluss erklärte der nigerianische General Olusegun Petinrin, dass das Militär bereit wäre. Es warte nur mehr auf den Startbefehl. | [ 38 ]               |
| 20. Januar                      | Opfer und Flüchtlinge     |                       | Die ONUCI gab bekannt, dass die Zahl der Flüchtlinge inzwischen auf 29.000 angestiegen sei. Inzwischen seien 260 Menschen bei den Unruhen getötet worden und es gäbe 68 Vermisste. Alleine in der Woche zuvor hätten Truppen und Milizen von Gbagbo 13 Menschen getötet. | [ 39 ]               |
| 20. Januar                      | UNO                       |                       | Ein Militärsprecher im Fernsehen verkündete einen Befehl von Gbagbo. Die Fahrzeuge der UN seien von den ivorischen Sicherheitskräften anzuhalten und zu durchsuchen. UN-Sprecherin Corinne Momal-Vanian, bezeichnete den Befehl tags darauf als illegal. | [ 37 ]               |
| 22. Januar                      | Diplomatie                | Frankreich            | Frankreich erkennt den von Ouattara als Botschafter in Frankreich ernannten Ali Coulibaly an. Noch am selben Tag entzog Gbagbo als Reaktion darauf dem französischen Botschafter in Abidjan die Akkreditierung und ließ mitteilen, dass er diesen fortan als: „Arbeitslosen und einfachen französischen Bürger“ betrachte. | [ 40 ]               |
| 22. Januar                      | Finanzen                  |                       | Philippe-Henry Dacoury-Tabley tritt als Direktor der BCEAO zurück. In den Tagen danach schließt die BCEAO-Filiale in Abidjan. Ohne diese können Banken in der Elfenbeinküste kein Bargeld aus Reserven mehr beschaffen und keine Überweisungen untereinander mehr vornehmen. Außerdem setzt die BCEAO einen, am 23. Dezember 2010 getroffenen, Beschluss um und entzieht Gbagbo das Zeichnungsrecht für die ivorischen Depos. | [ 27 ] [ 41 ]        |
| 24. Januar                      | Intervention              |                       | Der nigerianische Außenminister Odein Ajumogobia erklärte in einem Zeitungskommentar, sein Land brauche die eindeutige Zustimmung des UN-Sicherheitsrats für eine militärische Intervention in der Elfenbeinküste. | [ 42 ]               |
| 24. Januar                      | Kakao/Kaffee              |                       | Ouattara gab einen Exportstopp für Kakao und Kaffee bekannt und kündigte Sanktionen bei Nichteinhaltung an. Als Reaktion darauf drohte Ahoua Don Mello, Infrastrukturminister im Kabinett von Gbagbo, mit Sanktionen gegen Unternehmen, die dem Aufruf folgen. Der Kakaopreis reagierte mit kurzzeitigen Preissteigerungen von bis zu 7 %. Der US-amerikanische Konzern Cargill verkündete daraufhin den Stopp von Kakaobohnenkäufen aus der Elfenbeinküste.                                                                        | [ 43 ]               |
| 26. Januar                      | Finanzen                  | Abidjan               | Einheiten der Armee, Gendarmerie und Polizei riegeln die Zentrale der BCEAO ab und transportieren bis zum Abend die Bargeldbestände ab. Laut der französischen Zeitung Le Nouveau Reveil soll es sich um etwa 50 Milliarden CFA-Franc, das entsprach 76 Millionen Euro, gehandelt haben. | [ 41 ]               |
| 26. Januar                      | Bericht                   |                       | Human Rights Watch veröffentlichte einen Bericht zu der Lage im Land. Es seien über 100 Augenzeugen befragt worden. Diese berichten von Morden und Vergewaltigungen durch Unterstützer von Gbagbo gegen politische Gegner. Die Sicherheitskräfte griffen nicht ein beziehungsweise beteiligten sich in vielen Fällen an den Übergriffen. | [ 44 ]               |
| 27. Januar                      | Seuchen                   |                       | Das Kinderhilfswerk der Vereinten Nationen (UNICEF) teilte mit, dass in Abidjan 7 Menschen an der Cholera gestorben waren. Zu dem Zeitpunkt waren 35 Erkrankungen bekannt. Der Grund für die Epidemie lag laut Bamba Coulibaly, Leiter der Abteilung übertragbare Krankheiten beim Institut für öffentliche Gesundheit und nationale Hygiene, in der nicht funktionierenden Müllversorgung der Stadt. Im Norden und Westen der Elfenbeinküste wurden außerdem 66 Fälle von Gelbfieber gemeldet, die bisher 11 Todesopfer forderten. | [ 45 ] [ 46 ]        |
| 28. Januar                      | Diplomatie                |                       | Nach einem Treffen des AU-Sicherheitsrates kündigte der mauretanische Präsident Mohamed Ould Abdel Aziz die Bildung eines fünfköpfigen Beratergremiums an, das innerhalb des nächsten Monats einen verpflichtenden Plan zur Lösung des Konflikts vorstellen sollte. Näheres sollte beim Gipfeltreffen der AU am 30. Januar festgelegt werden. | [ 47 ]               |
| 28. Januar                      | Warnung                   |                       | Am 28. Januar sprach der AU-Vermittler in der Elfenbeinküste, Raila Odinga, von der Möglichkeit einer Eskalation durch einen, die ganze Region bedrohenden, Bürgerkrieg. | [ 47 ]               |